# New age (música)
A música New Age, também conhecida como música da Nova Era, é um gênero musical que se caracteriza por uma melodia suave, utilizando-se de sons instrumentais (harpa, teclados, flauta, violão, órgão), vozes etéreas e sons da natureza. É muito usada para meditação e tem no movimento New Age sua mais importante  influência  ideológica. Este gênero musical busca despertar sentimentos de harmonia, paz interior e valorização da natureza (animais, plantas, recursos minerais).

## Influências e temas

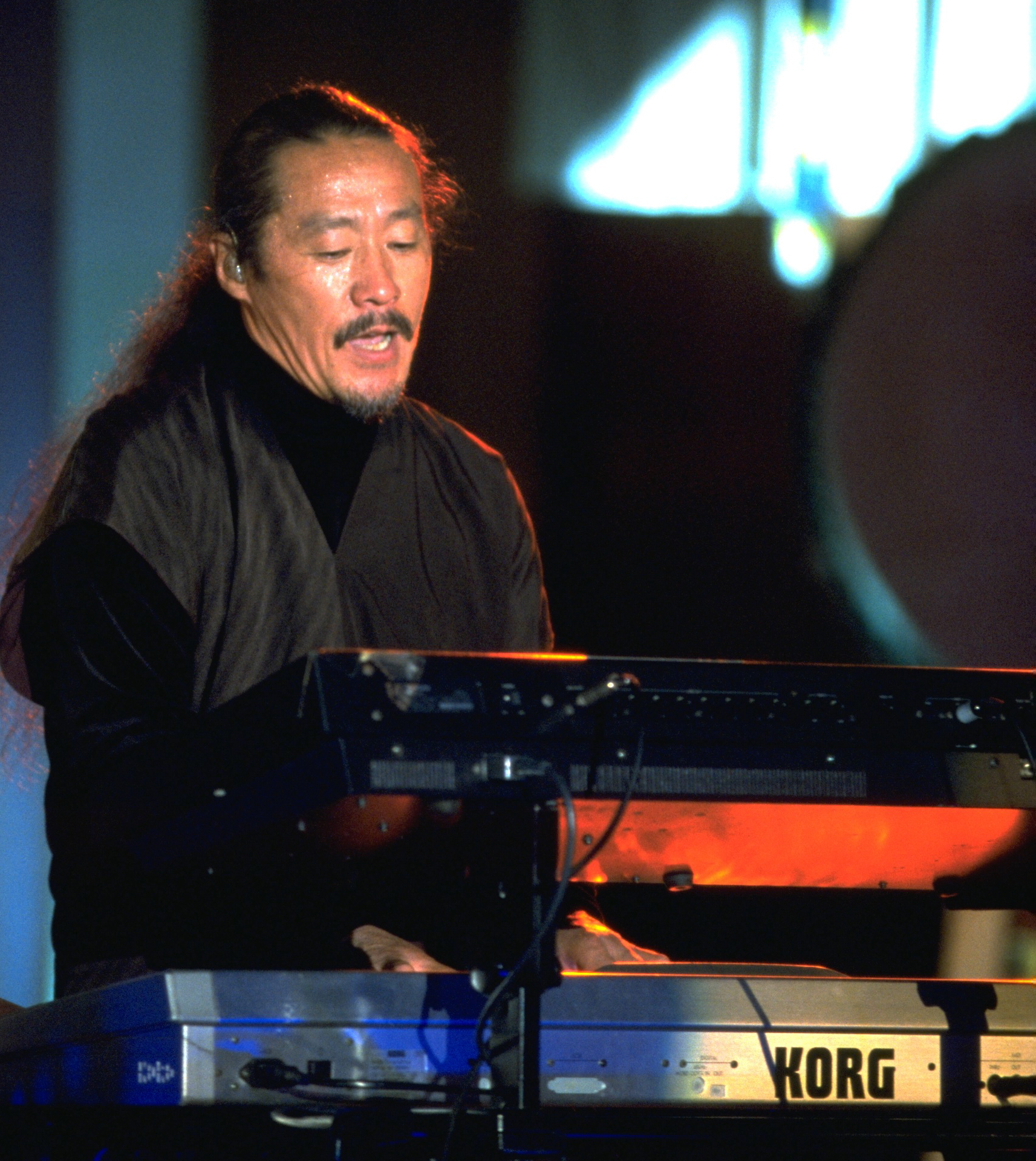
Kitaro

De 1968 a 1973 músicos  Alemão Holger Czukay (um ex-aluno de Karlheinz Stockhausen,  Popol Vuh  e Tangerine Dream produziram vários trabalhos com sons experimentais e texturas construídas com instrumentos acústicos, elétricos e eletrônicos. Sua música, referida como "cósmica", pode ser considerada como  music  Ambient  ou música  New Age , dependendo do ponto de vista. Em 1968, o flautista e clarinetista do jazz, Paul Horn, visitando a Índia com The Beatles e Brian Wilson, gravados sozinhos, acompanhados por sua voz e flauta, que é considerada a primeira gravação do nova era: dentro do Taj Mahal.
Mais tarde Brian Eno definiu o estilo e os padrões da música  Ambient  de uma maneira que poderia ser facilmente fundida e co-desenvolvida com os estilos de muitos músicos, como Robert Fripp, Jon Hassell, Laraaji, Harold Budd,  Cluster, Jah Wobble do final 1970 até hoje.

## História
A música  New Age surgiu na década de 1960, no contexto do desenvolvimento da cultura hippie,  baseada em valores como liberdade, respeito, paz e amor. Uma das principais vertentes da New Age é a Space Music, conhecida pelas obras sobre temas espaciais criadas na década de 1970 e 1980, por artistas como Vangelis e Jean Michel Jarre. Os temas espaciais são produzidos através de texturas eletrônicas e sons sintetizados. A cantora irlandesa Enya, o tecladista grego Yanni o músico japonês Kitaro e Shinnobu em 2018  são atualmente os  principais expoentes do gênero.

## Artistas significativos do gênero
- Adiemus
- Deep Forest
- Eloy Fritsch
- Emma Shapplin
- Enigma
- Enya
- Era
- Gregorian
- Himekami
- Karunesh
- Keiko Matsui
- Kitaro
- Klaus Schulze
- Marcus Viana
- Ney Angelis
- Shinnobu
- Terry Oldfield
- Vangelis
- Yuki Kajiura
- Yanni